# 導航
導航（navigation）是用来指引人或设备、载具等从一点出发到达另一点的技术的总称。狭义上讲，导航的过程是一个通过监视和控制载具的位置、速度等，并于目标点比对进而指引载具到指定点的过程。更广义上来说，一切与确定位置与方向有关的科学和技术都可以归于导航的范畴。

## 分类
按照应用领域分，导航技术可分为：
- 空间导航技术
- 航空导航技术
- 航海导航技术
- 陆地导航技术

按照是否依赖外部设备可分为：
- 自主导航：主要包括惯性导航、天文导航等
- 非自主导航：包括卫星导航、无线电导航等
- 组合导航:综合利用多种导航技术进行的导航、如对GPS系统与惯性导航系统（INS）进行组合称为组合导航系统。